# 青春之歌 (1959年电影)
《青春之歌》是中国大陆1959年上映的一部电影，由女作家杨沫的同名小说改编而来，本片摄制于1958年，1959年初拍摄完毕，同年上映，是中国电影史上一部非常不错的电影。
这部电影于1959年10月1日在北京公映，获得热烈反响。《青春之歌》该片在中国上映后反响热烈，在日本亦受到广泛关注。1960年5月26日至7月31日，《青春之歌》在日本多个城市 东京、仙台、札幌、大阪、京都、广岛、福冈、名古屋等地共放映36场，並獲得觀眾關注。部分日本青年將林道靜視為理想生活與事業選擇的榜样。

## 故事情节
林道静生于北平的一个大户人家，父亲有名望也有财产，生母是被霸占的佃户之女。中学毕业后，养母逼她嫁给胡局长，道静不从，遂离家出走。道静到了北戴河，无处可去，被一个校长挽留。后来她偶然得知校长原来别有所图，准备投海自尽，这时遇到了一名热情的青年——余永泽。
永泽将道静安排在小学作教员后，回到北大念书。九一八事变爆发后，道静遇到了爱国学生卢嘉川。不久，嘉川南下参加抗日活动。道静回到北平，与永泽住到一起。慢慢的，道静被繁琐的生活压得喘不过气来，更无暇学习。在同寓所白丽萍的房间，道静与嘉川重逢。道静恢复了青春，开始阅读马克思主义书籍，向往革命。永泽不满道静的变化，更在嘉川落入敌手后拒绝救助致其牺牲。道静终于同永泽决裂。
道静开始散发各种传单，由于叛徒戴愉告密而被捕。特务胡梦安逼迫道静嫁给自己。在朋友帮助下，道静终于逃脱，来到定县开展工作，遇到共产党员江华。戴愉再次出现，道静和江华先后撤至北平。
道静再次被捕，惨遭毒打。出狱后，在林红的鼓励下，道静加入了中国共产党，投身于抗日救亡的洪流。

## 主要角色
- 谢芳....林道静
- 于洋....江华
- 康泰....卢嘉川
- 秦怡....林红
- 于是之....余永泽
- 葛存壮....李芝庭
- 赵联 ....戴愉
- 秦文....王晓燕
- 张逸生....胡梦安
- 赵玉嵘....俞淑秀
- 韩焱....余敬塘